# Khorramabad
Khorramabad (en persan : خرم‌آباد / Xorram-Âbâd ; en lori : خورموئٱ) est une ville iranienne, capitale de la province du Lorestan, dans l'ouest de l'Iran.

## Géographie
Elle est située dans les monts Zagros. L'aéroport régional est située à 3 km au sud de la ville.
La population de la ville est majoritairement Lor, un peuple iranien parlant la langue lorie. Pendant l'été, les tribus nomades Lors migrent vers la ville afin de vendre leur artisanat dans les nombreux bazars de la ville.
Bien que la ville ne soit pas une destination touristique majeure, elle possède quelques attractions touristiques, telles que 5 grottes occupées au Paléolithique. Dans le centre de la ville, une grande citadelle appelée Falak-ol-Aflak (Le paradis des paradis), vestige du Moyen Âge, est maintenant un musée.
La ville est le centre régional pour les échanges agricoles, principalement pour les fruits, les céréales et la laine qui sont les productions majeures de la région.
L'aéroport de Khorramabad (en) dessert la ville.

## Universités
- Université des sciences médicales du Lorestan
- Université du Lorestan
- Université islamique libre de Khorram Abad